# Exomalopsis
Exomalopsis (лат.) — род пчёл, из трибы Exomalopsini семейства Apidae.

## Распространение
Неотропика: встречаются в широком диапазоне от Мексики на севере ареала до Аргентины в южной части.

## Описание
Пчёлы этого рода строят общие гнезда. В литературе зафиксировано несколько примеров. E. aburraensis, например, строит свое гнездо рядом с ульями медоносных пчел. Он выкапывает туннель глубиной более метра, который затем разветвляется на множество подземных ходов, ведущих к клеткам, где вылупляются и развиваются их личинки. Калифорнийский вид E. nitens проникает в трещины в сухой почве и роет камеры под землей. Там он создает запас провизии и сверху откладывает яйца. Личинки съедают корм, а затем окукливаются. Оба вида, E. globosa и E. similis, были замечены гнездящиеся на грунтовых дорогах из песчаной красной глины. Яйцекладущая самка складывает пищу в терминальную ячейку, а затем формирует из неё аккуратную головку. Она откладывает на него яйцо, а затем запечатывает ячейку, чтобы личинка могла развиваться внутри.
Несколько видов Exomalopsis ассоциированы как клептопаразитами. В их гнёздах отмечают пчёл-кукушек родов Brachynomada, Nomada, Paranomada и Triopasites. Недавно описанный вид Nomada medellinenses проникает в гнёзда E. aburraensis и откладывает там свои яйца.
Некоторые виды служат хозяевам и для паразитоидных ос-немок Mutillidae. На E. solani паразитирует оса Pseudomethoca bethae, а на E. fulvofasciata — два вида из рода ос-немок Timulla.

## Классификация
В настоящее время учёными в мировой фауне открыто и описано около 90 видов
- Exomalopsis aequabilis Timberlake, 1980 — Коста-Рика (Guanacaste, Puntarenas)
- Exomalopsis aequalis Timberlake, 1980
- Exomalopsis affabilis Timberlake, 1980
- Exomalopsis alexanderi Almeida & Silveira, 1999
- Exomalopsis amoena Timberlake, 1980 — Панама
- Exomalopsis analis Spinola, 1853
- Exomalopsis apicalis Timberlake, 1980
- Exomalopsis arcuata Timberlake, 1980
- Exomalopsis atlantica Silveira, 1996
- Exomalopsis aureosericea Friese, 1899
- Exomalopsis auropilosa Spinola, 1853 typus
- Exomalopsis badioventris Timberlake, 1980
- Exomalopsis bahamica Timberlake, 1980 — Багамские острова
- Exomalopsis bakeri Timberlake, 1980
- Exomalopsis bartschi Timberlake, 1980
- Exomalopsis bechteli Timberlake, 1980
- Exomalopsis bicellularis Michener & Moure, 1957
- Exomalopsis binotata Timberlake, 1980
- Exomalopsis birkmanni Cockerell, 1922
- Exomalopsis boharti Timberlake, 1980 — Мексика (Chiapas, Guerrero, Hidalgo, Morelos, Oaxaca)
- Exomalopsis bomanii (Holmberg, 1903)
- Exomalopsis bruesi Cockerell, 1914
- Exomalopsis byersi Timberlake, 1980
- Exomalopsis callura Cockerell, 1912
- Exomalopsis campestris Silveira, 1996
- Exomalopsis collaris Friese, 1899
- Exomalopsis comitanensis Timberlake, 1980
- Exomalopsis compta Timberlake, 1980
- Exomalopsis cyclura Cockerell, 1938
- Exomalopsis dasypoda Strand, 1910
- Exomalopsis digressa Timberlake, 1980
- Exomalopsis dimidiata Timberlake, 1980
- Exomalopsis diminuta Silveira, 1996
- Exomalopsis fernandoi Moure, 1989 — Бразилия (Minas Gerais)
- Exomalopsis fulvihirta Timberlake, 1980
- Exomalopsis fulvipennis Schrottky, 1910
- Exomalopsis fulvofasciata Smith, 1879
- Exomalopsis fumipennis Timberlake, 1980
- Exomalopsis heteropilosa (Strand, 1910)
- Exomalopsis hurdi Timberlake, 1980
- Exomalopsis iridipennis Smith, 1879
- Exomalopsis jenseni Friese, 1908
- Exomalopsis limata Cresson, 1878
- Exomalopsis lissotera Moure, 1943
- Exomalopsis mellipes Cresson, 1878
- Exomalopsis mexicana Cresson, 1878
- Exomalopsis minor Schrottky, 1910
- Exomalopsis morelosensis Timberlake, 1980
- Exomalopsis mourei Michener, 1954
- Exomalopsis neglecta Buysson, 1892
- Exomalopsis nigrihirta Timberlake, 1980
- Exomalopsis nigrior Timberlake, 1980
- Exomalopsis notabilis Timberlake, 1980
- Exomalopsis otomita Cresson, 1878
- Exomalopsis paitensis Cockerell, 1926
- Exomalopsis paraguayensis Schrottky, 1909
- Exomalopsis pilosa Smith, 1854
- Exomalopsis planiceps Smith, 1879
- Exomalopsis pubescens Cresson, 1865
- Exomalopsis pueblana Timberlake, 1980
- Exomalopsis pulchella Cresson, 1865
- Exomalopsis robertsi Timberlake, 1980 — Коста-Рика (Heredia)
- Exomalopsis rufipes Schrottky, 1909
- Exomalopsis rufitarsis Smith, 1879
- Exomalopsis similis Cresson, 1865
- Exomalopsis snowi Cockerell, 1906
- Exomalopsis solani Cockerell, 1896
- Exomalopsis solidaginis Cockerell, 1898
- Exomalopsis solitaria Brèthes, 1910
- Exomalopsis sororcula Brèthes, 1909
- Exomalopsis spangleri Timberlake, 1980
- Exomalopsis subtilis Timberlake, 1980
- Другие виды[8]